# Clifton Suspension Bridge
Clifton Suspension Bridge – most wiszący nad rzeką Avon w zachodniej Anglii, wybudowany na granicy dzielnicy Bristolu Clifton (stąd nazwa) i hrabstwa Somerset. Składa się z dwóch wież oraz szeregu konstrukcji wiszących. Jest symbolem miasta Bristol. Most otwarto w 1864 roku, już po śmierci głównego inżyniera oraz projektanta Isambarda Brunela. Każdego dnia z mostu korzysta ok. 12 000 pojazdów mechanicznych. Pomimo upływu prawie 150 lat od jego otwarcia, nie dokonywano żadnych remontów kapitalnych. Korzystanie z mostu dla pieszych jest bezpłatne, od pojazdów pobierana jest opłata.
Z tego mostu po raz pierwszy na świecie skakano na bungee. Most znany jest z licznych samobójstw. Między rokiem 1974 a 1993 skoczyło z niego 127 osób.

## Położenie geograficzne
Most leży nad rzeką Avon w wąwozie Avon w zachodniej części Bristolu, na granicy administracyjnej miasta, w dzielnicy Clifton. Jego wschodnia część znajduje się w mieście Bristol, zachodnia – w hrabstwie Somerset, samodzielnej jednostce administracyjnej North Somerset. Most jest elementem drogi lokalnej B 3129, łączącej drogi A369 i A4018. Most ułatwia podróż między Portishead a Bristolem. Ulica przebiegająca mostem nosi nazwę Bridge Road. Bezpośrednio przy moście od strony Clifton znajdują się dwa domy w stylu wiktoriańskim, początkowo budynki mieszkalne, podczas II wojny światowej wykorzystywane do celów wojskowych, później jako domy studenckie. Obecnie centra konferencyjne. Po drugiej stronie mostu, od strony Somersetu znajduje się las Leigh Woods i miejscowość o tej samej nazwie.

## Dane techniczne
- Długość – 414 m[2]
- Wysokość wież – wsporników – 26 m[2]
- Wysokość – 75 m powyżej poziomu wody[2]
- Ruch – 4 miliony pojazdów rocznie[3]
- Waga – 1500 ton[2]

## Szczegóły konstrukcji
Oba pylony, na których zawieszony jest most, nie są do końca identyczne pod względem konstrukcyjnym, chociaż podobnych rozmiarów – pylon od strony Clifton ma wycięcia na powierzchniach bocznych podczas gdy pylon od strony Leigh ma bardziej wyostrzone łuki. Brunel proponował budowę sfinksów na zwieńczeniach obu wież, co było wówczas w modzie, ale nigdy ich nie zbudowano.
Pylon po stronie Lee Woods liczy 26 m wysokości, jednak stoi na bloku skalnym z czerwonego piaskowca o wysokości 33 m. Po przebadaniu pylonu w roku 2003 okazało się, że nie stanowi on jednolitej struktury, ale zawiera w sobie 12 komór, każda o wysokości 11 m, połączonych szybami i tunelami.
Na szczycie każdego pylonu znajdują się konstrukcje łożyskowe, których zadaniem jest amortyzowanie sił, które powstają przy ruchu łańcuchów w wyniku obciążenia spowodowanego ciężarem pojazdów. Łączne przesunięcie łańcuchów nie jest większe niż 1 mm, jednak brak tego mechanizmu spowodowałby uszkodzenie struktury pylonów.
Most ma po każdej stronie trzy niezależne od siebie stalowe łańcuchy spięte klamrami. Łańcuchy zakotwiczone są w skalistym podłożu na poziomie 17 m poniżej gruntu. Jezdnia zawieszona jest na łańcuchach przy pomocy 162 stalowych prętów (81 po każdej stronie) na wysokości od 20 m po 0,9 m w środkowej części mostu. Most był początkowo pokryty materiałem drewnianym, później zmieniono powierzchnię na asfaltową. Waga mostu wynosi ok. 1500 ton. Na wjeździe od strony Leigh Woods wyryta jest dewiza: Suspensa Vix Via Fit – Wisząca droga w trudzie poczyniona.

## Myto i warunki przeprawy mostowej

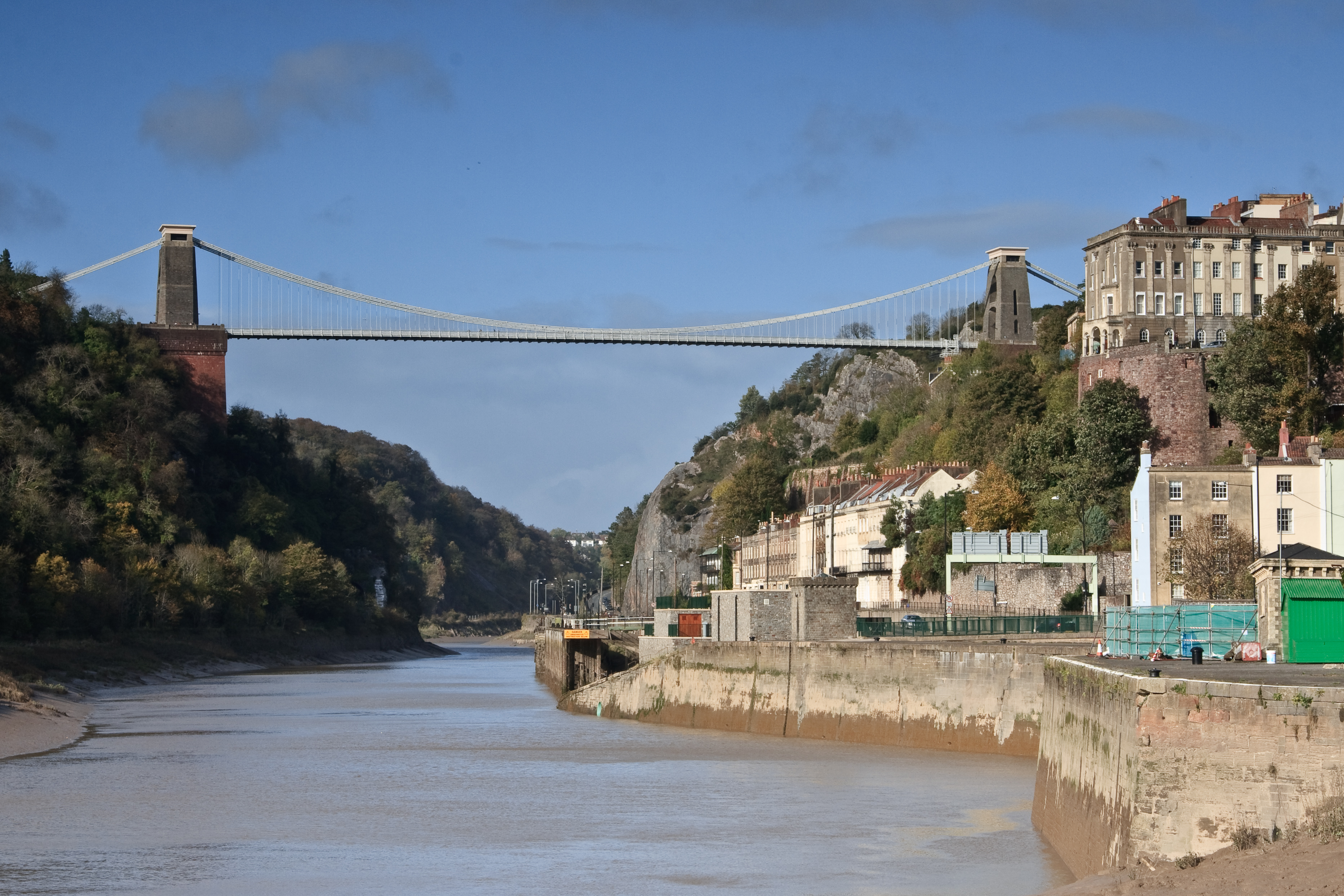
Widok ogólny mostu

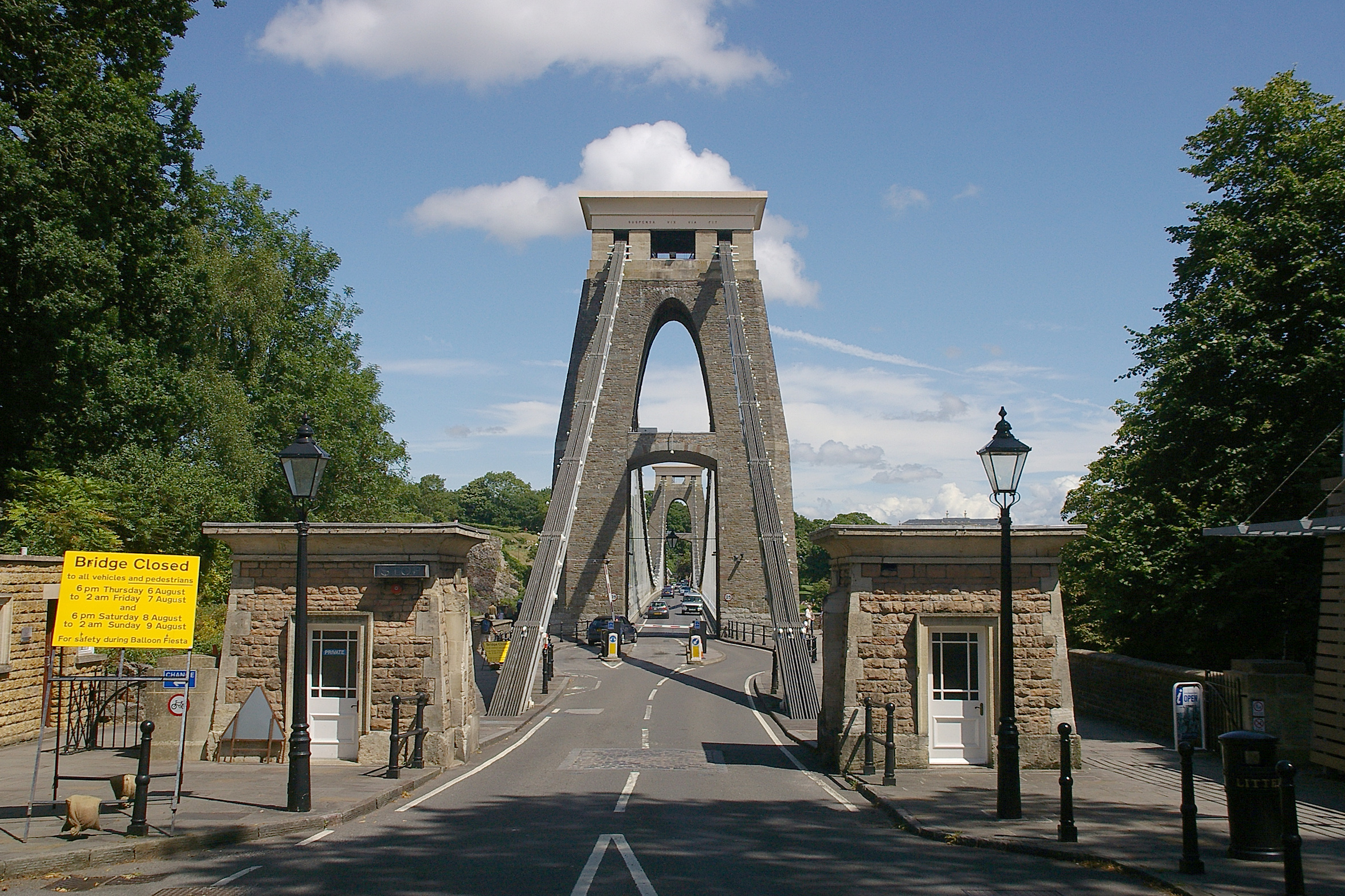
Widok na most od strony dzielnicy Clifton

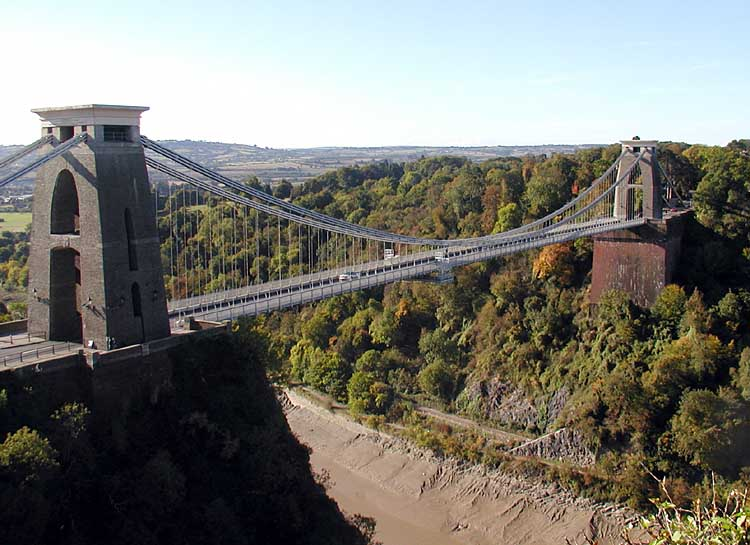
Widok na most z punktu widokowego

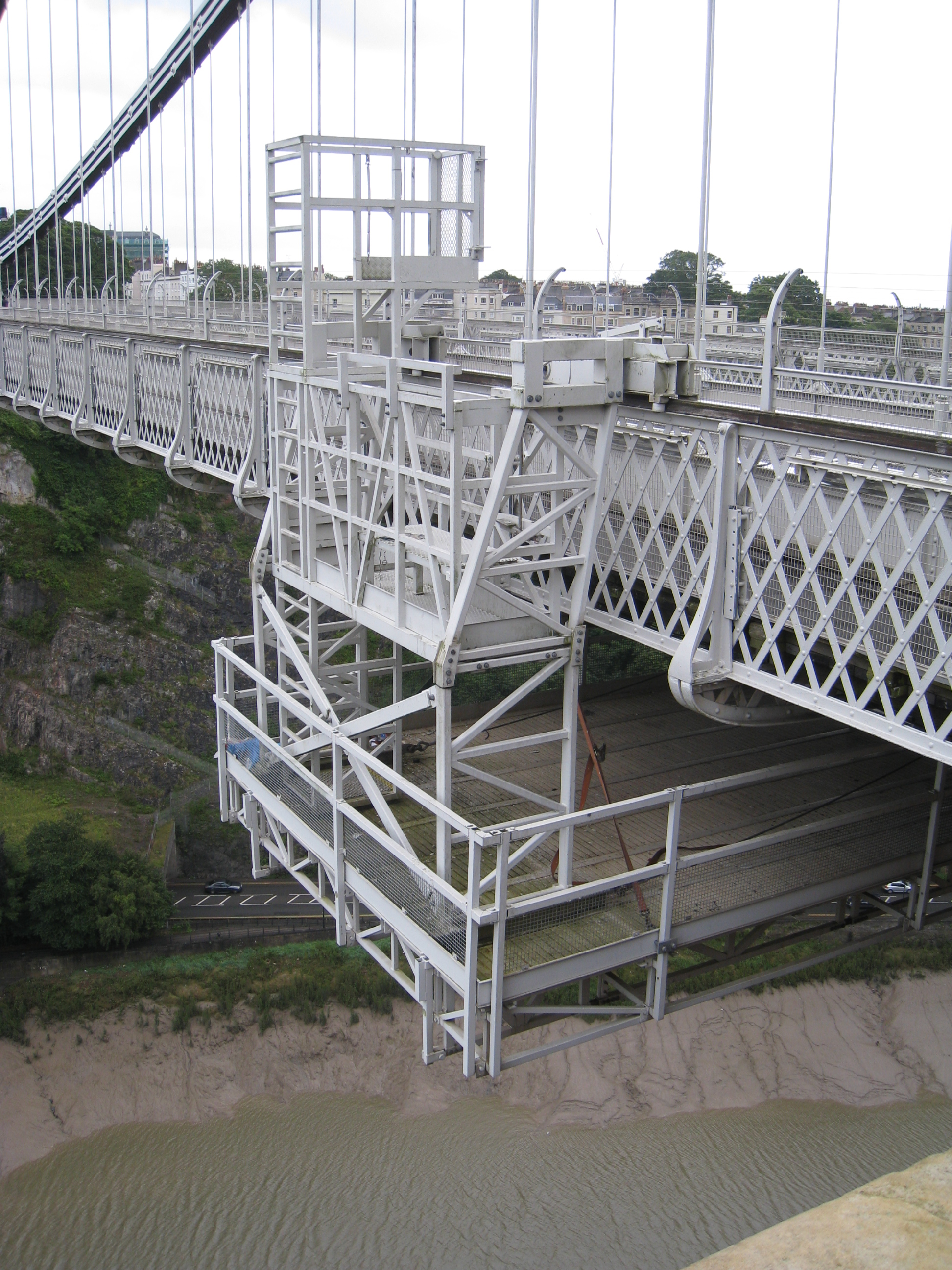
Wózek do konserwacji mostu

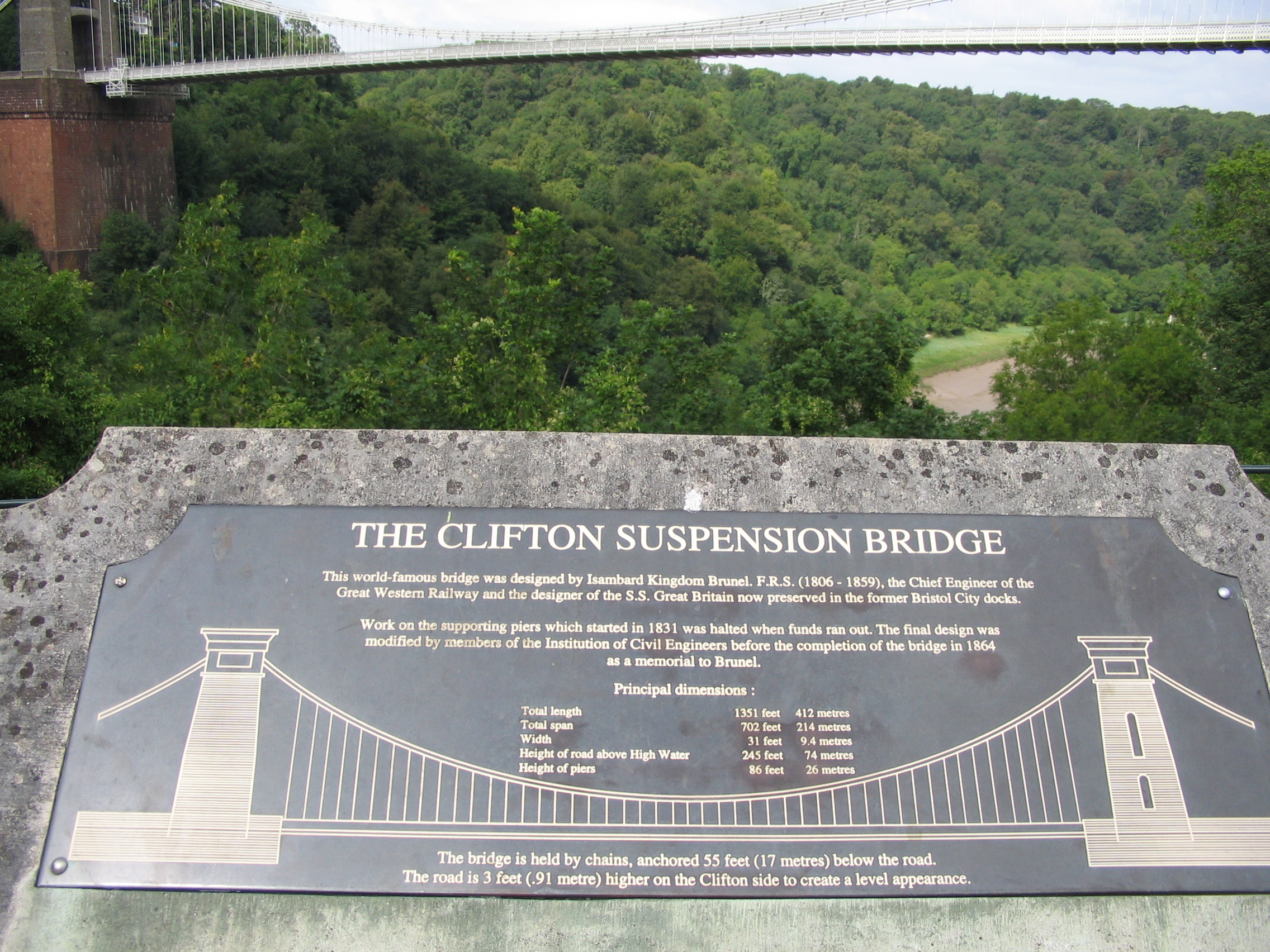
Płyta informacyjna

Przez most mogą przeprawiać się pojazdy o wadze do czterech ton, czyli praktycznie tylko samochody osobowe i małe ciężarówki. Liczba pojazdów przebywających jednorazowo na moście jest kontrolowana na bieżąco. Wszystkie samochody podlegają ważeniu na wadze wbudowanej w jezdnię. Obecnie opłata za przeprawę wynosi 1 funt od samochodu. Istnieją karnety i zniżki dla stałych użytkowników. Most jest bezpłatny dla motocykli, rowerów i pieszych. Ostatnia podwyżka myta miała miejsce w roku 2006; wcześniej przeprawa kosztowała 30 p.
Mostem administruje dwunastoosobowy niekomercyjny zarząd działający na mocy ustawy z roku 1952. Jedynym źródłem utrzymania zarządu są wpływy z myta; most nie jest w żadnej formie subwencjonowany. W jego skład wchodzi 10 techników i inżynierów i dwóch przedstawicieli administracji – po jednym z Bristolu i North Somerset.

## Historia

### Przygotowania
Pomysł wybudowania mostu pochodzi z roku 1753. W swym zapisie testamentowym bristolski kupiec William Wick zostawił 1000 funtów w inwestycjach ze wskazówką, że jeżeli suma przekroczy 10 000 GBP, mają one być wydane na budowę kamiennego mostu łączącego Przedmieście Bristolu Clifton z wsią Leigh Woods w Somerset.
W roku 1829 spadek Vicka wart był już 8 tys. funtów, jednak szacunkowe koszty wybudowania kamiennego mostu w tamtym czasie przekraczały tę sumę dziesięciokrotnie. Tymczasem Parlament uchwalił ustawę, na mocy której w Bristolu miano wybudować most stalowy i wprowadzić myto celem zwrotu tej inwestycji. Rozpisano konkurs na projekt mostu. Juror Thomas Telford odrzucił wszystkie projekty i próbował doprowadzić do realizacji własnego, wiszącego mostu wspartego na smukłych wieżach gotyckich. Twierdził przy tym, że rozpiętość mostu nie może przekraczać 600 stóp (183 m), gdyż tyle miała jego wcześniejsza, rekordowa w owym czasie konstrukcja Menai Suspension Bridge.
Po zmianie składu jury konkursu, przyjęto projekt Isambarda Kingdom Brunela, znanego brytyjskiego architekta, konstruktora i inżyniera. Zamieszki w mieście w roku 1831 na pięć lat zatrzymały pracę nad mostem, obniżając zaufanie do atrakcyjności handlowej miasta i tym samym opłacalności budowy mostu. Prace rozpoczęto dopiero w roku 1836.

### Budowa
Prace rozpoczęto ponownie w roku 1836 i dopiero wtedy okazało się, że kapitał ze spadku Vicka, jak również profity z inwestycji były daleko niewystarczające. Do roku 1843 wybudowano kamienne wsporniki, ale fundusze wyczerpały się. Konstrukcje metalowe sprzedano do roku 1851 i wykorzystano przy budowie zaprojektowanych przez Brunela Royal Albert Bridge na linii kolejowej między Plymouth a Saltash.
Brunel zmarł w roku 1859 nie ujrzawszy mostu w końcowej postaci. Jego koledzy ze Związku Inżynierów Budownictwa (Institution of Civil Engineers ICE) zdecydowali, że budowa mostu zostanie dokończona w hołdzie wielkiemu inżynierowi i zaczęli zbierać nowe środki. W roku 1860 zburzono most zwodzony Hungerford Bridge na Tamizie, wykonany przez Brunela; łańcuchy z tego mostu nabyto dla mostu w Clifton. Zmieniono również nieco projekt konstrukcji – platforma mostu miała być szersza, wyższa i solidniejsza, niż zaprojektowana przez Brunela, ponadto zastosowano potrójny łańcuch zamiast planowanego podwójnego, pozostawiono również wieże z surowego kamienia, nie wykańczając go w uprzednio planowanym stylu egipskim. Roboty przy budowie mostu wznowiono w roku 1862 i zakończono w roku 1864.
W roku 2003 w wyniku dwóch dużych imprez odbywających się w okolicy – „Ashton Court Festival” i „International Balloon Fiesta” doszło do tak dużego przeciążenia mostu, że zamknięto go zarówno dla ruchu kołowego, jak i pieszego na następne tego typu imprezy. Tak się dzieje aż do dzisiaj.
26 listopada 2003 w ostatnim swym locie samolot Concorde przeleciał nad mostem przed wylądowaniu na lotnisku Filton – ten symboliczny moment miał upamiętnić rolę Bristolu w brytyjskim postępie technicznym. W kwietniu 2006 most był centralnym miejscem obchodów 200-lecia urodzin Isambarda Kingdom Brunela. W kulminacyjnym momencie z mostu wystrzelono sztuczne ognie.

## Samobójstwa i wypadki
Podczas budowy mostu zginęły dwie osoby. Most cieszy się ponurą sławą mostu samobójców, choć nie jest pod tym względem liderem, wyprzedza go np. Humber Bridge. W latach 1974–1983 skacząc z mostu popełniło samobójstwo 127 osób. W roku 1885 załamana zdradą kochanka Sarah Henley przeżyła skok z mostu, gdyż jej spódnica zadziałała jak spadochron. Kobieta odniosła poważne obrażenia, niemniej dożyła wieku 84 lat. W roku 2004 podczas skoku z mostu młody mężczyzna dokonał samopodpalenia tuż nad powierzchnią wody. W roku 1998 zainstalowano specjalne bariery mające zapobiec śmiertelnym skokom. W ciągu 4 lat obniżyło to wskaźnik samobójstw z ośmiu do czterech rocznie. 90 proc. z tych samobójstw było popełnianych przez mężczyzn.
Od roku 1911 istnieje zakaz latania pod mostem. W roku 1951 przeleciał pod nim samolot RAF Vampire z prędkością ok. 600 km/h. Samolot eksplodował kilka kilometrów dalej, rozbijając się o ścianę wąwozu.
W roku 1985 pod mostem znaleziono martwą córkę piosenkarki Shirley Bassey. Matka utrzymuje, że śmierć nie była samobójstwem. W angielszczyźnie południowego zachodu mówi się to jump down The Clifton Bridge – wyrażenie to oznacza skrajną rozpacz i beznadzieję.

## Most w kulturze
Most jest wizytówką Bristolu i motywem ozdobnym wielu pamiątek i rzeczy związanych z miastem. Jest zabytkiem klasy I.
Z mostu oddano pierwszy w historii udokumentowany skok na bungee w roku 1979. Most, sfotografowany w czasie trwania „International Balloon Fiesta”, znalazł się na jednej z tapet logowania systemu Windows 10.